# 什泰因堡
什泰因堡（法語：Steinbourg，法語發音：[ʃtainbuʁ]），又译斯坦堡，是法国下莱茵省的一个市镇，位于该省西部，属于萨韦尔讷区。

## 地名
由于语源关系，该地名“Steinbourg”的拼读方式不符合法语正字法，其前半部分“Stein”的标准发音为[ʃtain]，根据实际发音其应译作“什泰因堡”，《世界地名翻译大辞典》中将其按非标准发音译作“斯坦堡”。

## 地理
什泰因堡（48°46'11"N, 7°24'48"E）面积12.73 平方千米，位于法国大東部大區下莱茵省，该省份为法国大陆部分最东部的省份，是阿尔萨斯的一部分，今与上莱茵省组成了阿尔萨斯欧洲集体，其南至上莱茵省，西南接孚日省和默尔特-摩泽尔省，西接摩泽尔省，北与德国接壤，东侧沿莱茵河与德国相望。
与什泰因堡接壤的市镇（或旧市镇、城区）包括：赞塞河畔多瑟南、瓦尔多尔维赛姆、代特维莱尔、埃尔诺尔桑莱萨韦尔恩、阿特马特、蒙斯维莱、圣让萨韦尔讷。
什泰因堡的时区为UTC+01:00、UTC+02:00（夏令时）。

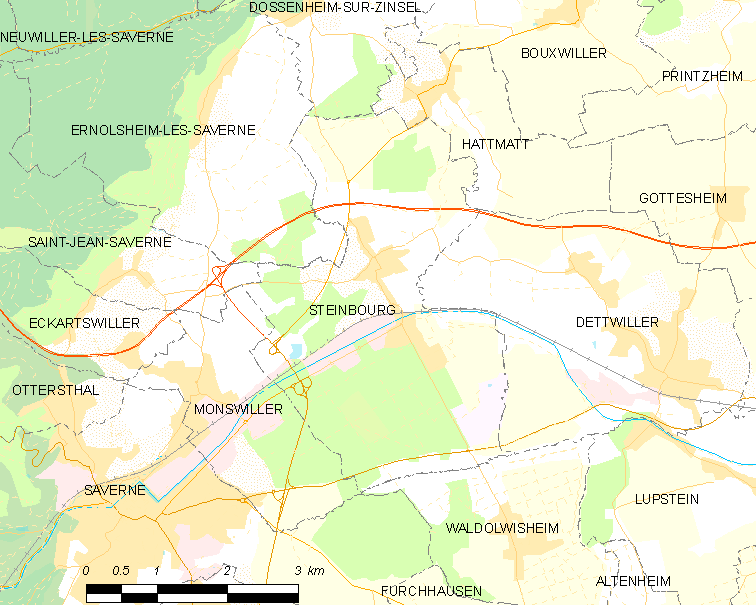
什泰因堡的OSM定位图

## 行政
什泰因堡的邮政编码为67790，INSEE市镇编码为67478。

## 政治
什泰因堡所属的省级选区为萨韦尔讷县。

## 人口

1962-2008年间什泰因堡人口变化图示

什泰因堡于2022年1月1日时的人口数量为1928人。